# Тованда (Илиноис)
Тованда (енгл. Towanda) град је у америчкој савезној држави Илиноис.

## Демографија
По попису из 2010. године број становника је 480, што је 13 (-2,6%) становника мање него 2000. године.
| Група             | 2000.       | 2010.       |
| Белци             | 486 (98,6%) | 471 (98,1%) |
| Афроамериканци    | 2 (0,4%)    | 0 (0,0%)    |
| Азијати           | 0 (0,0%)    | 2 (0,4%)    |
| Хиспаноамериканци | 2 (0,4%)    | 3 (0,6%)    |
| Укупно            | 493         | 480         |